# McDonnell Douglas MD-80
O McDonnell Douglas MD-80 e o MD-90 são uma linha de bijatos de médio-alcance. O MD-80 foi originalmente parte da linha do DC-9, posteriormente renomeado. A série MD-80 e MD-90 tem capacidade máxima de 172 passageiros.
O MD-80 é um derivado do DC-9 e foi introduzido no mercado em outubro de 1980 pela Swissair. O MD-80 foi modificado e batizado de MD-90, em 1990, e para MD-95/Boeing 717 em 1998.

## Desenvolvimento

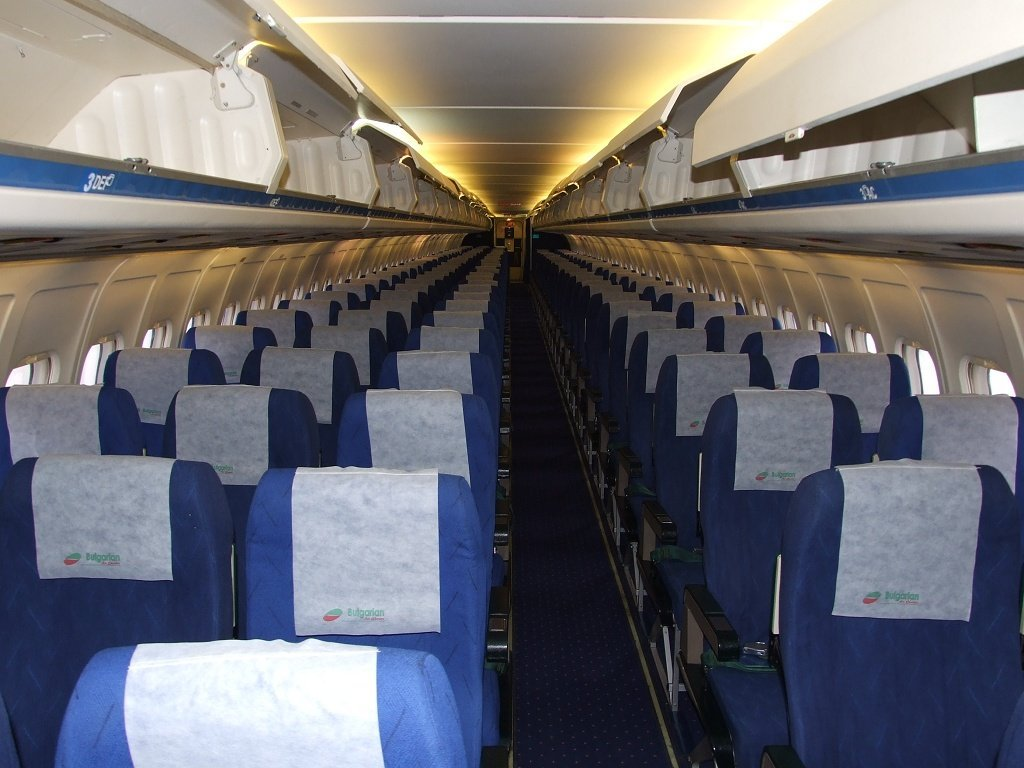
Interior de um MD-82 na configuração 3-2.

A McDonnell Douglas desenvolveu o DC-9 nos anos 1960 como uma aeronave de curto alcance. O DC-9 tinha um design inovador, usando dois turbofans na parte traseira. O DC-9 era uma aeronave de corpo estreito (narrow-body) e tinha capacidade de carregar de 80 a 135 passageiros, dependendo da versão.
O série MD-80 foi a segunda geração do DC-9, sendo originalmente chamado de DC-9-80 e DC-9 Super 80 e entraram em serviço em 1980. O MD-80 foi modificado, e então surgiu o MD-90, entrando em serviço em 1995. A última variante da família é o MD-95, que foi renomeado para 717-200 depois que a McDonnell Douglas se fundiu com a Boeing em 1997.

## Versões

### O MD-80

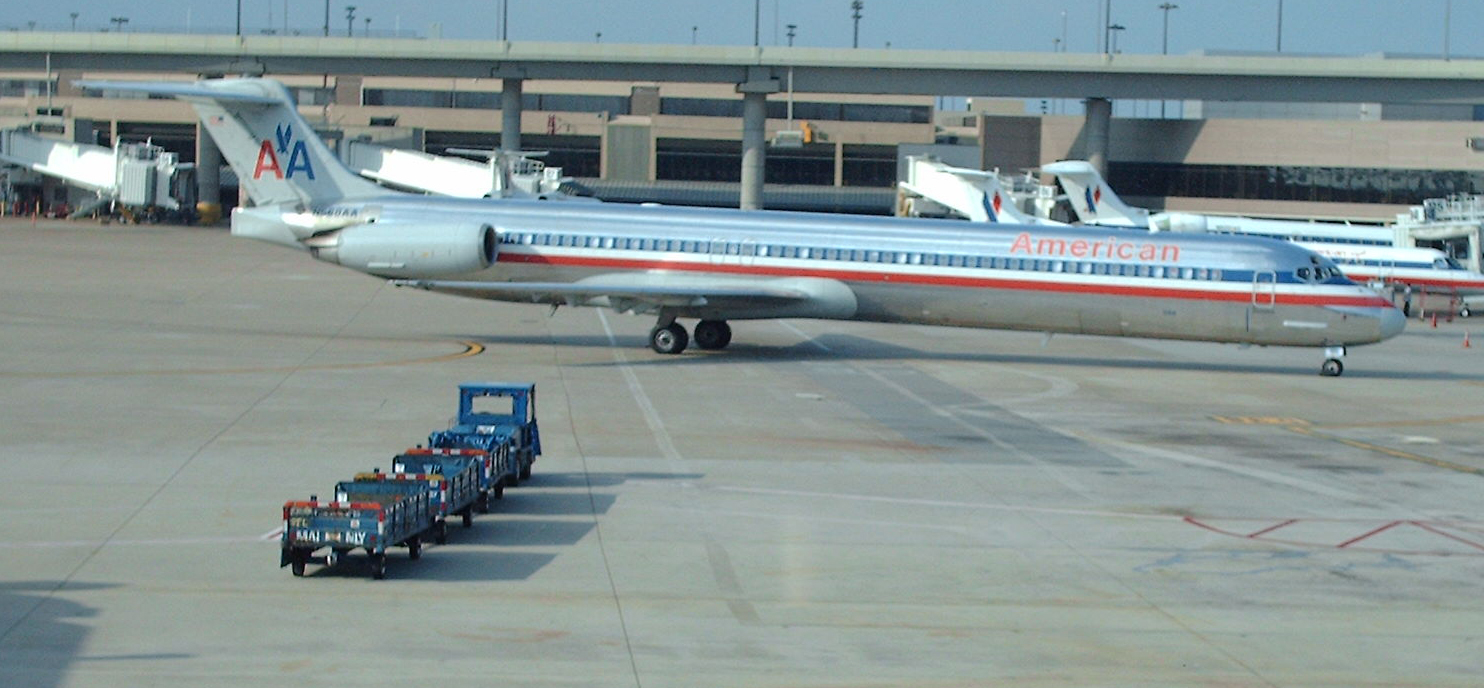
MD-82 da American Airlines.

O primeiro da série MD-80 foi o MD-81, equipado com motores JT8D-209, homologado em agosto de 1980 e a 1ª companhia aérea a utilizar a aeronave foi a Swissair em outubro do mesmo ano. Em 1979 a Douglas lançaria então a versão MD-82 com motores mais potentes e maior peso máximo de decolagem. O MD-82 foi também produzido sob licença na China pela SAIC - Shanghai Aircraft Industrie Corp.
O MD-83 foi um dos mais bem-sucedidos da série pelo fato dos motores mais potentes (JT8D-219). Uma das benfeitorias feitas foi o aumento do peso máximo de decolagem que subiu para 72 600 kg, e a adição de tanques auxiliares de combustível, que permitiram 35% a mais de autonomia de voo. A primeira empresa a utilizar esse modelo foi a Finnair em 1989.
A última variante da série foi o MD-88. Recebeu uma cabine de pilotagem mais moderna. A empresa lançadora deste modelo foi a Delta Airlines.

### O MD-90

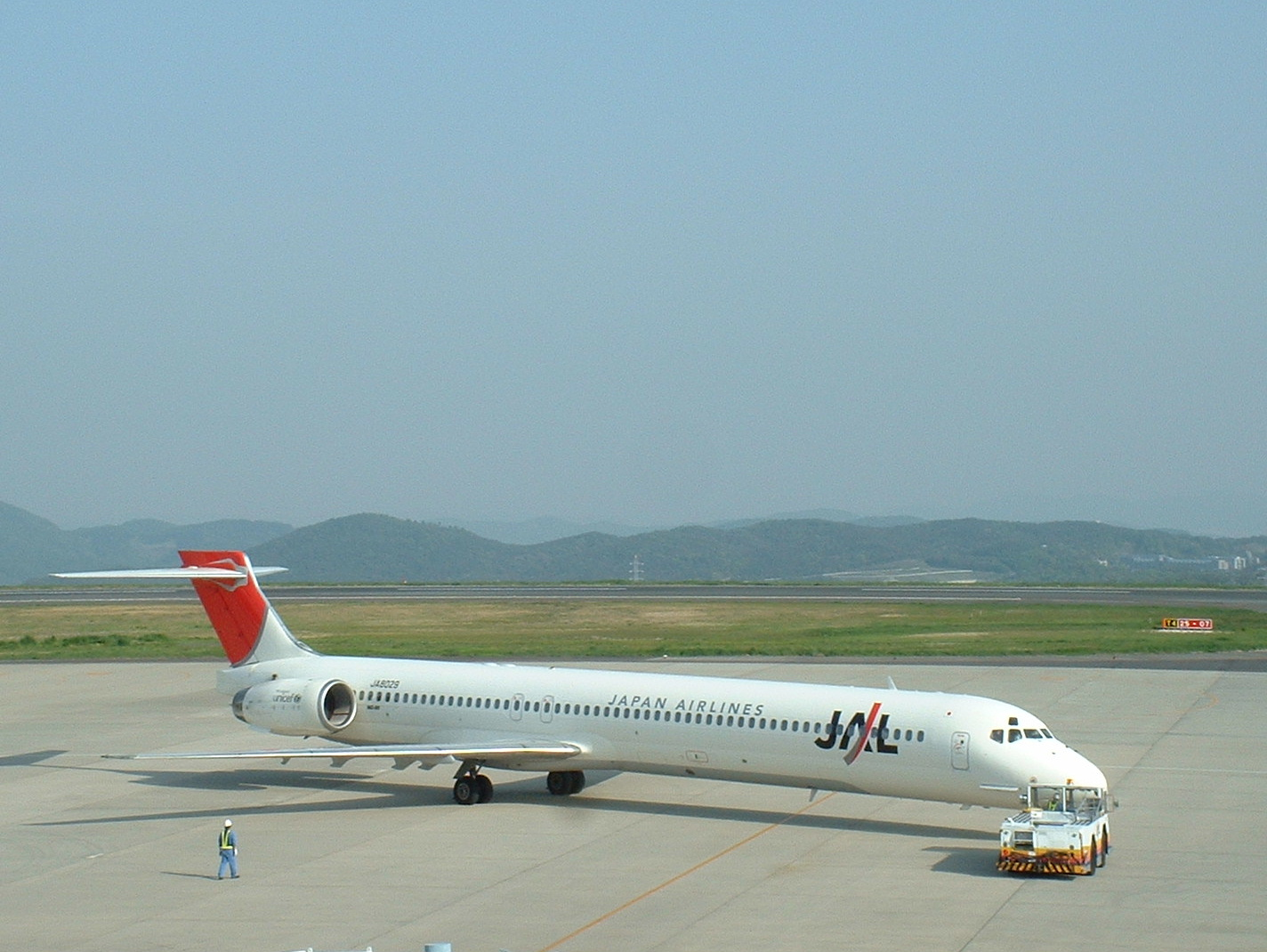
MD-90 da Japan Airlines

O MD-90 foi o último modelo da linha. Em 1988, a McDonnell Douglas pensava em um substituto para a linha  MD-80, surgindo assim o MD-90. Os motores Pratt & Whitney, foram trocados por 2 V2500 da International Aero Engines proporcionando: ganho de potência, economia e menor emissão de poluentes e ruídos.
A fuselagem foi ampliada em 1,4 m, aumentando o número máximo de passageiros. A cabine ganhou instrumentos semelhantes aos usados no MD-11 e o primeiro voo ocorreu em 1993. 
A homologação veio em 1994, e logo a Delta Airlines se tornaria a primeira operadora do modelo.
Mas ao longo dos anos, o MD-90 se mostrou uma aeronave pouco competitiva no mercado, assim como a própria McDonnell Douglas embora fosse um projeto robusto, confiável e eficiente de operar e manter, e logo perdeu clientes para o 737 e o A320.

## Especificações
|                        | MD-81                              | MD-82/-88                                     | MD-83                              | MD-87                               | MD-90-30                                                                          | MD-90-30ER                                                                        |
| Passageiros            | 155 (2 classes) 172 (1 classe)     | 152 (2 classes) 172 (1 classe)                | 155 (2 classes) 172 (1 classe)     | 130 (2 classes) 139 (1 classe)      | 153 (2 classes) 172 (1 classe)                                                    | 153 (2 classes) 172 (1 classe)                                                    |
| Peso Máx. de Decolagem | 64 000 kg                          | 67 800 kg                                     | 72 600 kg                          | 64 000 kg                           | 70 760 kg                                                                         | 76 204 kg                                                                         |
| Alcance Máximo         | 2 910 km                           | 3 800 km                                      | 4 640 km                           | 4 440 km                            | 3 860 km                                                                          | 4 424 km                                                                          |
| Velocidade de Cruzeiro | Mach 0.76 (504 mph, 811 km/h)      | Mach 0.76 (504 mph, 811 km/h)                 | Mach 0.76 (504 mph, 811 km/h)      | Mach 0.76 (504 mph, 811 km/h)       | Mach 0.76 (504 mph, 811 km/h)                                                     | Mach 0.76 (504 mph, 811 km/h)                                                     |
| Comprimento            | 45,1 m                             | 45,1 m                                        | 45,1 m                             | 39,7 m                              | 46,5 m                                                                            | 46,5 m                                                                            |
| Envergadura            | 32,8 m                             | 32,8 m                                        | 32,8 m                             | 32,8 m                              | 32,87 m)                                                                          | 32,87 m)                                                                          |
| Altura                 | 9,05 m                             | 9,05 m                                        | 9,05 m                             | 9,3 m                               | 9,4 m                                                                             | 9,4 m                                                                             |
| Motores (2 x)          | P&W JT8D-209 18 500 lbf (82,29 kN) | P&W JT8D-217A/C or -219 20 000 lbf (88,96 kN) | P&W JT8D-219 21 000 lbf (93,41 kN) | P&W JT8D-217C 20 000 lbf (88,96 kN) | IAE V2525-D5 25 000 lbf (111,21 kN) Opcional: IAE V2528-D5 28 000 lbf (124,55 kN) | IAE V2525-D5 25 000 lbf (111,21 kN) Opcional: IAE V2528-D5 28 000 lbf (124,55 kN) |

## Acidentes dos MD-80
Entre os dias 26 e 27 de março de 2008, a FAA realizou uma inspeção de segurança na American Airlines que forçou a empresa a retirar de operação temporariamente toda a sua frota de MD-80s, a fim de proceder a uma inspeção detalhada de cada aeronave. Estima-se que a empresa tenha cancelado cerca de 2 500 voos em virtude do problema.  Em virtude da inspeção da American, a Delta Air Lines resolveu inspecionar também toda a sua frota de 117 MD-80s, gerando o cancelamento de cerca de 275 voos.
Em 20 de agosto de 2008, um MD-82 da SpanAir, voo JK5022, que ia de Madrid para Las Palmas de Gran Canarias, com 162 passageiros e 10 tripulantes a bordo saiu da pista logo após haver uma ocorrência de fogo no motor 2 da aeronave, gerando uma explosão ocorrida perto do terminal 4 do aeroporto de Barajas, em Madri (Espanha), matando 153 pessoas e deixando 19 feridas. A aeronave havia feito um pouso de emergência logo após a decolagem e se preparava para voar novamente quando ocorreu o acidente. Os pilotos haviam esquecido de ativar os flaps e slats - mecanismos articulados nas asas que ajudam o avião a fazer a aterragem e a descolagem - devido à presença de uma pessoa "não identificada" na cabine.
Em 31 de janeiro de 2000, um MD-83 da Alaska Airlines que fazia o voo 261, caiu no Oceano Pacífico, devido à perda de controle do estabilizador horizontal. Todas as 88 pessoas a bordo morreram. Após o acidente, a porca e o macaco de rosca acme recuperados da aeronave foram encontrados para ser excessivamente desgastada e responsável pela causa do acidente, devido a uma manutenção inadequada. A FAA ordenou às companhias aéreas a inspecionar e lubrificar o macaco de rosca com mais frequência.
Em 24 de Julho de 2014, um MD-83 da Air Algérie, que fazia a rota Uagadugu, em Burkina Faso, a Argel, caiu no norte da África. Segundo a companhia, o avião levava 110 passageiros e seis tripulantes – entre eles dois pilotos.

## Aeronaves Comparáveis
- Airbus A320
- Boeing 727
- Boeing 737
- Fokker 100
- Hawker Siddeley Trident
- Tupolev Tu-154